# Jembrana flavomaculata
Jembrana flavomaculata is een halfvleugelig insect uit de familie Aphrophoridae. De wetenschappelijke naam van deze soort is voor het eerst geldig gepubliceerd in 1933 door Kato.